# 沙隆达控股
沙隆达控股有限公司（英語：Sanonda Holdings Co., Ltd.），中國化工農化總公司成員，中國化工集團公司屬下機構。
1996年荆沙市国有资产管理局成立沙隆达集团公司，持有44.66%沙隆达股份。2005年中国化工农化总公司向荊州市国有资产管理局收購全部沙隆达集团的權益。
2014年沙隆达集团改制為沙隆达控股有限公司。2015年，沙隆达控股擁有約20%沙隆达股份。

## 連結
- 沙隆达集团公司 （页面存档备份，存于）